# Château Durfort-Vivens
Le château Durfort-Vivens est un domaine viticole situé à Margaux en Gironde. Produisant du vin sous l'AOC margaux, il est classé deuxième grand cru dans la classification officielle des vins de Bordeaux de 1855.

## Histoire

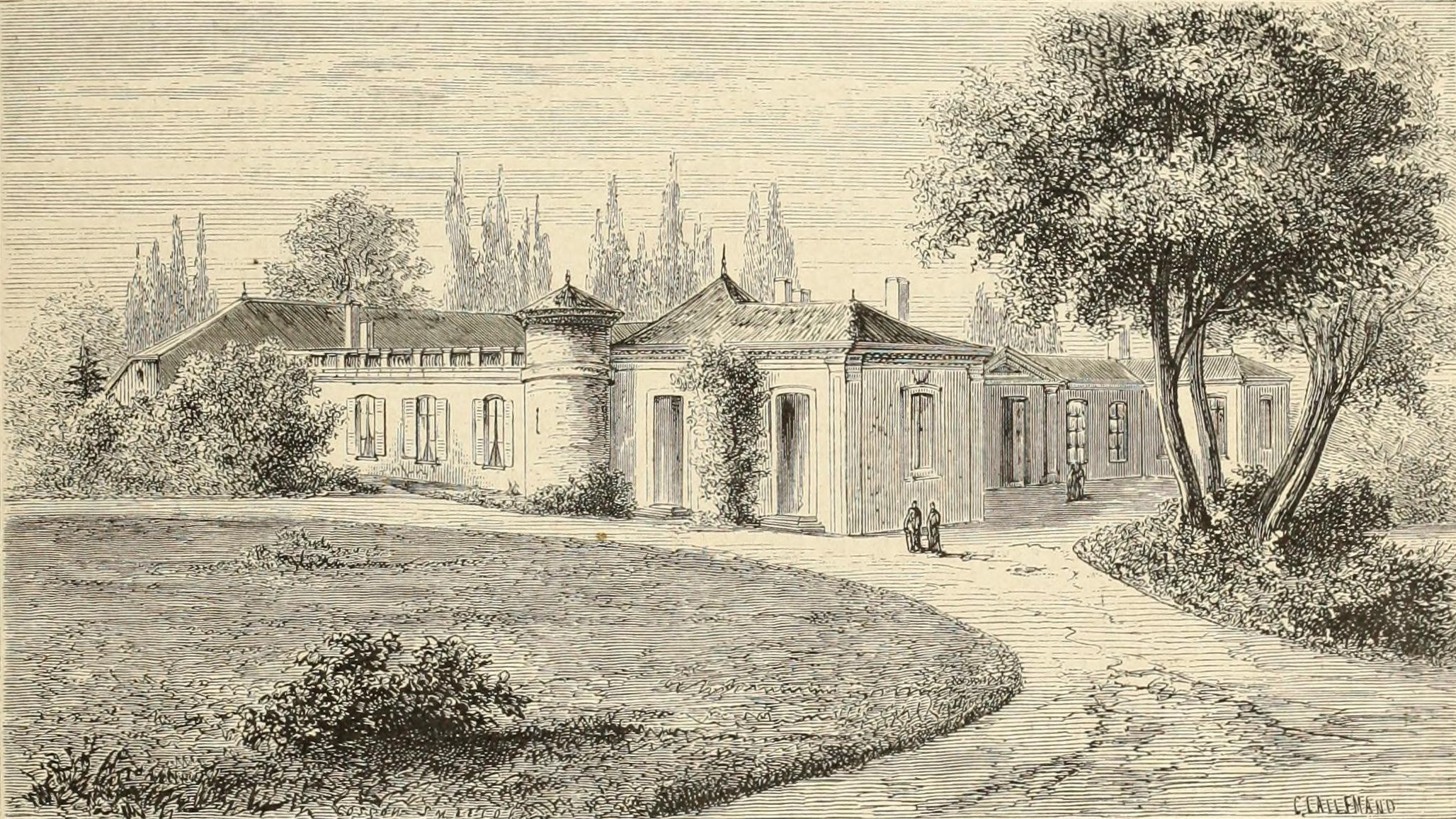
Illustration du château Durfort-Vivens en 1838.

Le domaine appartient du XIIe  au  XIXe siècle à la puissante famille Durfort de Duras. Il fut acheté ensuite par des négociants bordelais en vin Richier et de La Mare. En 1937, le cru est racheté par la Société du Château Margaux dont la famille Lurton est alors un des principaux actionnaires. Le domaine est géré depuis 1992 par Gonzague Lurton.

## Terroir
Situé sur les communes de Margaux, Cantenac et Soussans le vignoble de Durfort-Vivens plante ses racines sur des croupes de graves profondes et particulièrement pauvres.
Ces graves ont été déposées par les lits successifs de la Garonne à l’ère quaternaire. Ce grand terroir offre une maturité précoce et optimale au cabernet sauvignon, lui permettant ainsi d’exprimer pleinement finesse et soyeux des tannins, gage de la fraîcheur et de l’élégance caractéristiques des grands Margaux.